# إيكو ميلينديز
إيكو ميلينديز هي ممثلة فلبينية، ولدت في 16 ديسمبر 1975 في الفلبين.

## وصلات خارجية
- إيكو ميلينديز على موقع IMDb (الإنجليزية)
- إيكو ميلينديز على موقع ميوزك برينز (الإنجليزية)
- إيكو ميلينديز على موقع قاعدة بيانات الفيلم (الإنجليزية)